# 愛知県道174号布袋停車場線
愛知県道174号布袋停車場線（あいちけんどう174ごう ほていていしゃじょうせん）は、愛知県江南市内を走る一般県道である。

## 概要

### 路線データ
- 起点：布袋停車場
- 終点：愛知県江南市布袋町
- 路線延長：約450 m

## 沿革
- 1959年（昭和34年）12月15日：認定

## 別名
- 布袋プラタナス通り（江南市）

## 地理

### 交差する道路
- 愛知県道172号西之島江南線（布袋町中）

### 沿線
- 名鉄犬山線 布袋駅
- 江南市布袋支所